# Steffen Sengebusch
Steffen T. Sengebusch (* 1971 auf Rügen) ist ein deutscher Film- und Theaterproduzent.

## Leben
Sengebusch ist aufgewachsen auf der Insel Rügen, er studierte in Weimar Musiktheater/Gesang, später an der Friedrich-Schiller-Universität Jena Germanistik und politische Wissenschaften. Er betätigte sich als Autor, Galerist und Kunsthändler. 1995 wurde er unter dem Intendanten Bernd Kauffmann Producer beim Kunstfest Weimar, später dann Produzent bei der Weimar 1999 – Kulturstadt Europas GmbH. Nach dem Kulturstadtjahr 1999 gründete Sengebusch gemeinsam mit Alexander Deibel und Maik Plewnia in Weimar das Unternehmen novapool, das Produktionen im Bereich Film, Theater, Musik und Tanz realisierte und eine ausgesuchte Zahl von Künstlern, wie z. B. Klaus Maria Brandauer vertrat. 2006 gründete er mit seinen Partnern den Filmverleih novapool pictures. 2011 erfolgte die Auflösung der novapool. Sengebusch lebt in Berlin.

## Filmografie
- LENZ. (2009) Spielfilm inspiriert von der Novelle von Georg Büchner | Regie: Andreas Morell Drehbuch: Thomas Wendrich
- Die Ratten (2008) TV-Adaption des Dramas von Gerhart Hauptmann in einer Inszenierung von Michael Thalheimer am  Deutschen Theater Berlin
- Unschuld (2008)
- KussKuss (2005)
- Todesfahrten (2005) Dokumentarfilm
- 04. August 2002 (2004) Dokumentarfilm
- Der Auftrag (2004)
- Sanctus Suite (2002)
- Hanna Schygulla singt (1999)
- Rott – Das Monster im Verhör (1999)

## Theater
- Die Dreigroschenoper  (2006, Admiralspalast) Regie: Klaus Maria Brandauer  mit Campino, Jenny Deimling, Katrin Sass, Gottfried John, Birgit Minichmayr, Maria Happel und Michael Kind
- Der Auftrag von Heiner Müller (2004, Freie Volksbühne) Regie: Ulrich Mühe mit Christiane Paul, Herbert Knaup, Inge Keller, Florian Lukas, Udo Samel und Ekkehard Schall
- Schickelgruber – Hitlers letzte Tage im Führerbunker (2003) Regie: Neville Tranter
- Die Geschichte vom Soldaten (2001) Regie: Klaus Maria Brandauer
- Genosse Frankenstein, unser geliebter Führer (1999) Regie: Mihai Maniutiu mit Marcel Iureș
- Re: Frankenstein (1999) Regie: Neville Tranter
- Tschewingur von Andrei Platonowitsch Platonow (1999), Regie: Lew Dodin
- Les Enfants terribles von Jean Cocteau (1997) Musik und Leitung: Philip Glass
- Bildbeschreibung von Heiner Müller (1996), Regie: Michael Simon
- Stalingrad – Wolgalied von Reso Gabriadse (1996), Regie: Reso Gabriadse
- Nieder mit Goethe von Hans Magnus Enzensberger (1996) Regie: Andreas Morell mit Hanna Schygulla, Nicole Heesters, Ulrich Wildgruber und Günther Jauch

## Sonstiges
- Brandauer liest Mozart (2005/2006) Hörbuch, Hörfunk und Lesungen, CORINE Internat. Buchpreis Hörbuch des Jahres 2006, Publikumspreis Kategorie Hörbuch: Buchliebling Österreich 2007